# Eileen Nearne
Eileen Nearne, née le 16 mars 1921 et morte en août 2010 à Torquay dans le Devon (Royaume-Uni), fut un agent secret britannique du SOE pendant la Seconde Guerre mondiale.

## Identités
- État civil : Eileen Mary Nearne
- Surnom : Didi
- Comme agent du SOE :
  - Nom de guerre : « Rose »
  - Nom de code opérationnel : PIONEER (en français PIONNIER)
  - Nom de code du Plan, pour la centrale radio : PETTICOAT
  - Fausse identité : Marie Louise Tournier
  - Autres : mademoiselle du Tort, Jacqueline Duterte, Alice Wood

## Famille
- Son père : John Nearne, Britannique
- Sa mère : Marie, née de Piazoala, Espagnole
- Sa sœur : Jacqueline Nearne. Elle fut aussi agent du SOE.
- Son frère : Francis. Il fut aussi agent du SOE.

## Éléments biographiques
Recrutée en septembre 1942, alors qu’elle travaille comme First Aid Nursing Yeomanry (FANY), Eileen Nearne suit l’entraînement spécial des agents du SOE. En mars 1944, elle est envoyée en France comme opérateur radio du réseau WIZARD dirigé par William Savy « Alcide ».
Lorsque William Savy rentre à Londres le 10 mai 1944, Eileen Nearne et Gérard Maury « Arnaud », les deux opérateurs radio de WIZARD, se rattachent au réseau SPIRITUALIST de René Dumont-Guillemet « Armand », actif à l'est de Paris.
Le 22 juillet 1944, repérée par radiogoniométrie alors qu'elle est en train d'émettre, elle est arrêtée par la Gestapo. Elle réussit, malgré les brutalités auxquelles elle est soumise (en particulier le supplice de la baignoire) à se faire passer pour une petite vendeuse française qui a accepté de faire ce travail sans avoir la moindre idée du sens ni de la destination de ce qu'elle transmettait. Emprisonnée d'abord à Fresnes, elle est ensuite déportée à Ravensbrück en août 1944.
Le 5 avril 1945, alors qu'elle est transférée à Markelsberg, elle profite de la traversée d'une forêt pour s'échapper en compagnie de deux Françaises. En quelques jours, après avoir fait croire à des SS qui les arrêtent, qu'elles sont des ouvrières volontaires travaillant dans une usine allemande, les trois femmes arrivent à Leipzig, où un prêtre accepte de les cacher en attendant l'arrivée des Alliés. Le 15 avril 1945, elles se précipitent à la rencontre des Américains. Mais ces derniers, soupçonneux, soumettent Eileen Nearne à un interrogatoire serré ; la prenant plus ou moins pour un agent allemand, ils la placent dans un camp de femmes nazies, jusqu'à ce qu'elle soit enfin identifiée et récupérée par les services britanniques.

L’historienne Liane Jones, à qui Eileen Nearne avait accordé un entretien, raconte que ses expériences traumatisantes de la guerre ne l’avaient jamais quittée : 

« Eileen était très malade quand elle est revenue en Angleterre en 1945, et pendant des mois, elle était dans un état d'écroulement physique et émotionnel. Quand elle a commencé à se remettre physiquement, elle était toujours trop faible pour travailler. Elle s'est mise à peindre, produisant des images violentes, épouvantables, qui ont exprimé l'horreur de sa captivité et des camps. Elle n’a jamais parlé de son histoire, parce que sa captivité en Allemagne l’avait traumatisée. »

Eileen Nearne meurt en août 2010 dans la solitude, l’anonymat et le dénuement, ne percevant plus aucune pension des autorités britanniques depuis les années cinquante.
Son corps n’est découvert que le 2 septembre 2010 à son domicile (Lisburne Square, Torquay, Devon, Angleterre). Sans attache et sans argent, elle doit être enterrée au carré des indigents de la ville, mais en  inventoriant le contenu de son appartement, les autorités municipales retrouvent des documents et des médailles de la Seconde Guerre mondiale et se rendent compte de la personnalité de la défunte. Un mouvement de solidarité et la mobilisation des anciens combattants permettent de lui organiser des obsèques solennelles le 21 septembre 2010 en la cathédrale Our Lady Help of Christians & St Denis à St Marychurch (Torquay Devon), en présence du président du Special Forces Club, du Commandant de la FANY (la générale Annie Cochram), du consul général de France à Londres et de l'Attaché militaire, ainsi que d'une importante délégation de la British Legion, avec deux cornemuseurs et 22 drapeaux. Puis, selon ses dernières volontés, elle est incinérée et ses cendres sont dispersées en mer.

## Reconnaissance
- France : Croix de guerre 1939-1945 avec palmes.
- Royaume-Uni : membre de l'Ordre de l'Empire britannique (MBE)

### Sources et liens externes
- Hugh Verity, Nous atterrissions de nuit..., préface de Jacques Mallet, 5e édition française, Éditions Vario, 2004,  (ISBN 2-913663-10-9)
- Biographie d’Eileen Nearne, avec photographies sur le site Special Forces Roll of Honour
- Mort d'un "soldat inconnu"  Article de Michel Colomès - Le Point du 14 septembre 2010.
- Forgotten WWII spy tortured by the Nazis died penniless after her British pension was halted without explanation.Article du Daily Mail.
- Michael Richard Daniell Foot, Des Anglais dans la Résistance. Le Service Secret Britannique d'Action (SOE) en France 1940-1944, annot. Jean-Louis Crémieux-Brilhac, Tallandier, 2008,  (ISBN 978-2-84734-329-8). Traduction en français par Rachel Bouyssou de (en) SOE in France. An account of the Work of the British Special Operations Executive in France, 1940-1944, London, Her Majesty's Stationery Office, 1966, 1968 ; Whitehall History Publishing, in association with Frank Cass, 2004. Ce livre présente la version officielle britannique de l’histoire du SOE en France.
- Libre Résistance, bulletin d’information et de liaison, anciens des Réseaux de la Section F du S.O.E. (Special Operations Executive), Réseaux BUCKMASTER, no 30, 4e trimestre 2010, p. 7.
- National Archives, Kew : dossier personnel. ref. HS 9/1089/2.